# 加速器质谱法

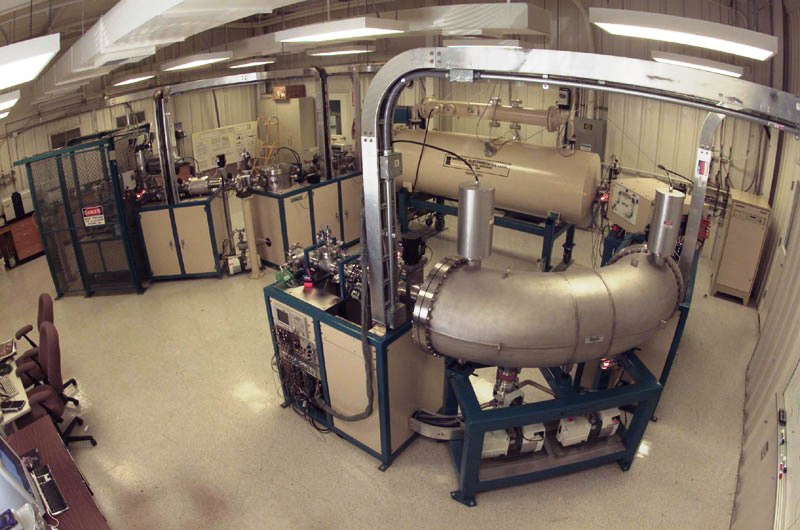
加速器质谱仪

加速器质谱法（Accelerator Mass Spectrometry, 简称AMS），是一种质谱分析方法，与其他的质谱分析方法不同，加速器质谱法将离子加速到非常高的速度，再进入质谱分析单元从而提高了质谱的灵敏度和辨别度。加速器质谱法在分离放射性同位素和其丰度高的其它同位素上很有意义，如从12C中分离14C。这一方法可以通过剥离来完全排除分子的同质素和大部分原子同质素，比如排除14N对14C的影响。这一方法可以用于检测自然界存在的半衰期较长的同位素比如10Be、36Cl、26Al和14C（丰度在10−12到10−18之间）。

## 方法
通常，加速器质谱法使用铯溅射负离子源，在这一过程中，稳定的同位素被转变为负离子，而某些不易转变成负离子的同质素就直接被排除，比如14N在这一步中就大部分被排除了。被预加速的离子通过第一个串联质谱仪，然后装有电子剥离器的阵列加速器，这是根据范德格拉夫起电机的原理设计的。在这两个阶段的连接点，被预加速的离子会通过一个气体或碳膜形成的薄层，失去电子从阴离子变为阳离子，这一过程称作“剥离”
当需探测的离子离开电磁加速器之后，已经达到了光速的百分之几。离子会进入第二阶段的高能质谱分析系统，第二阶段的质谱分析会加入电磁透镜，所以分子的碎片会和离子分离开。此时只剩下某些同质素的正离子，但其能量状态比要检测的离子能量要高，可以借助新型的同量异位素分离技术和重离子探测器分离开。

## 历史

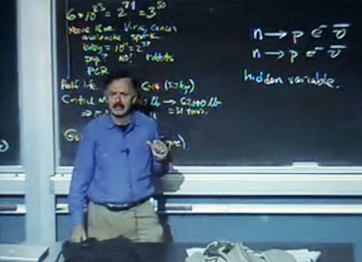
首先使用加速器质谱法的理查德·A·穆勒

1939年美国物理学家路易斯·阿尔瓦雷茨和罗伯特·考恩奥格首先在质谱分析中使用加速器，当时他们正用回旋加速器证明3He是稳定的原子，从观察中他们立刻发现其它质量数为3的同质素是放射性的。1977，受到之前工作的启发，劳伦斯伯克利国家实验室的理查德·A·穆勒认识到现代加速器可以把放射性元素的同位素原子加速到 可以用粒子识别技术消除其背景影响的程度，他在《科学》上发表了自己的工作，文章说明回旋或线性加速器可以用于探测氚，放射性碳同位素

## 应用
加速器质谱法的应用有很多，一般用于检测14C的含量，以确定化石或文物的年代。它也被广泛用于生物医学研究领域